# Советский (Марьинский сельсовет)
Советский — упразднённый посёлок в Кирсановском районе Тамбовской области России. Входил в состав Марьинского сельсовета. В 2023 году посёлок включен в состав села Буровщина.

## География
Посёлок находится в восточной части Тамбовской области, в лесостепной зоне, в пределах Окско-Донской равнины, к востоку от реки Вороны, на расстоянии примерно 20 километров (по прямой) к юго-юго-западу (SSW) от города Кирсанова, административного центра района.
Климат
Климат характеризуется как умеренно континентальный с недостаточным и неустойчивым увлажнением. Среднегодовое количество осадков составляет 470—510 мм. Средняя температура января составляет −11,3 °С, июля — +20,4 °С.

## История
Основан в 1918 году. По данным 1926 года имелось 48 хозяйств и проживало 247 человек (131 мужчина и 116 женщины). В административном отношении деревня входила в состав Градско-Уметской волости Кирсановского уезда Тамбовской губернии.

## Население
| 2010 |
| ---- |
| 12   |

Половой состав
По данным Всероссийской переписи населения 2010 года в гендерной структуре населения мужчины составляли 50 %, женщины — соответственно также 50 %.
Национальный состав
Согласно результатам переписи 2002 года, в национальной структуре населения русские составляли 100 % из 32 чел.

## Улицы
Уличная сеть посёлка состоит из одной улицы (ул. Советская).